# Concierto para piano n.º 4 (Beethoven)

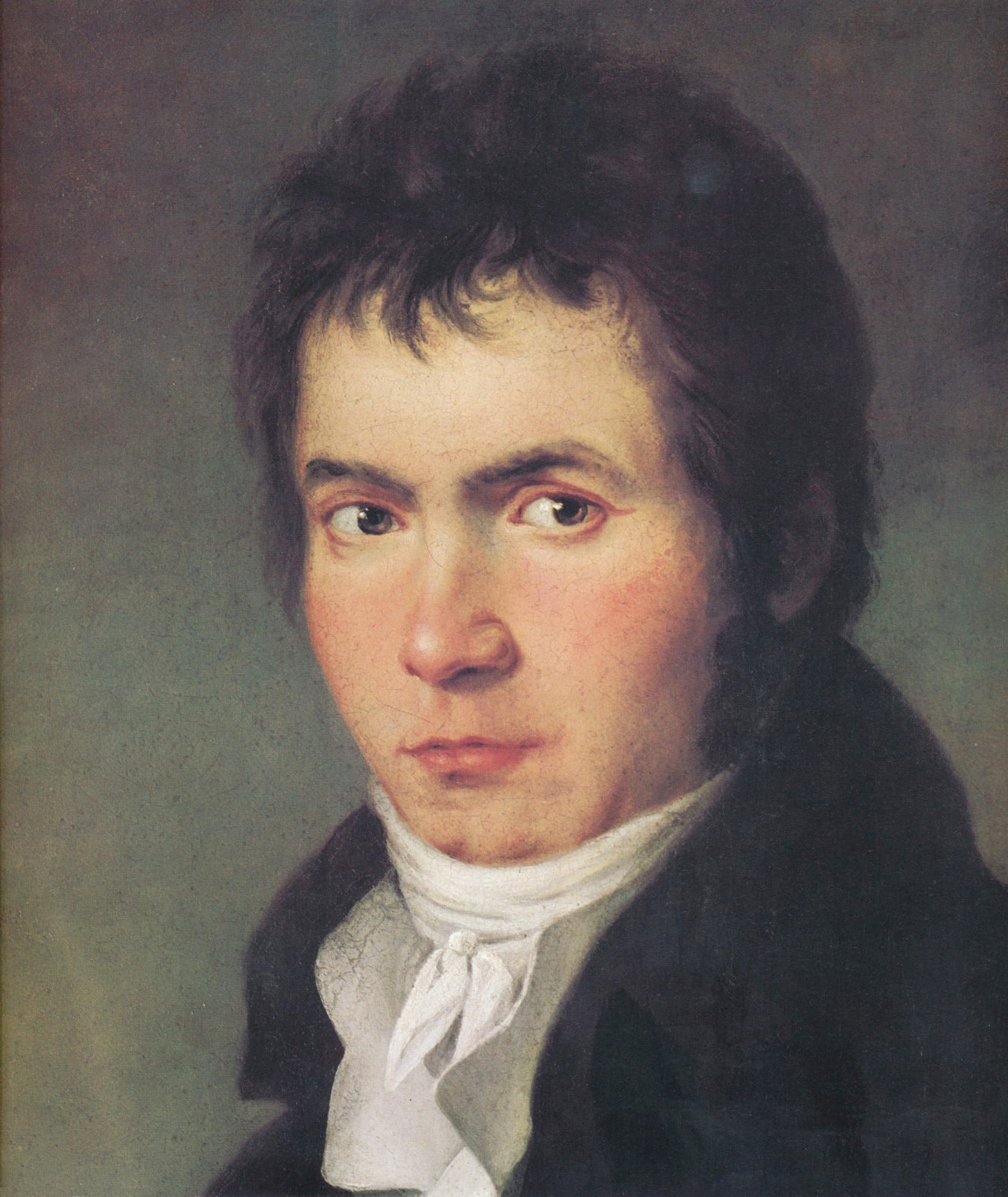
Beethoven en 1804.

El concierto para piano n.º 4 en sol mayor, Op. 58 fue compuesto por Ludwig van Beethoven entre 1805 y 1806. La partitura está dedicada al archiduque Rodolfo de Austria.

## Historia

### Composición
La composición de esta pieza se desarrolló desde los esbozos iniciales, que datan de 1803 y 1804, hasta que se finalizó entre 1805 y 1806. La versión definitiva de la pieza estaba lista en julio de 1806, cuando Beethoven entregó una copia a su hermano Carl para mandar a la imprenta. De esta pieza no se conservan copias autógrafas, pero sí han llegado a nuestros días los famosos y abundantes cuadernos de bocetos del maestro alemán. Estos cuadernos confirman que Beethoven segúía un proceso evolutivo al componer, es decir, sólo componía tras un periodo indeterminado de inspiración, al que seguía un periodo de experimentación para llegar a un periodo de gestación. Aunque en la mayoría de los casos hay evidencia de cuándo se estrenaron y publicaron las obras, no sabemos cuándo fueron concebidas con exactitud, ni qué cadena de cambios precedió a su estreno en público. Por ejemplo, no se conoce con precisión en qué días de qué meses o en qué año se concentró en el Concierto para piano n.º 4, excluyendo todo lo demás.

### Estreno y publicación

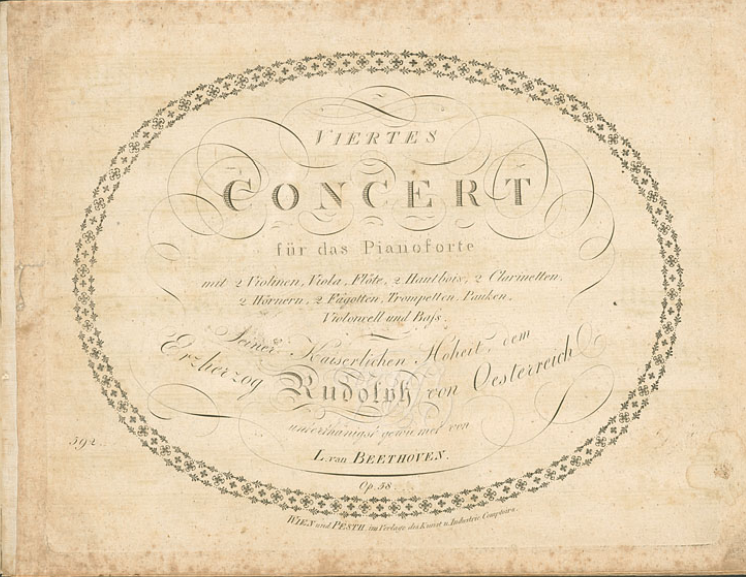
Portada de la primera edición.

La primera interpretación se realizó en un concierto privado en marzo de 1807 en la casa del príncipe Joseph Franz von Lobkowitz en Viena, con el compositor al piano. En ese mismo recital se pudieron escuchar también la Obertura Coriolano y la Sinfonía n.º 4. Tras esta primera ejecución privada, se vendió a varias editoriales para su publicación. Beethoven había entregado una copia de la partitura terminada en 1806 a su hermano Carl para que la publicara en la editorial Breitkopf & Härtel de Leipzig, pero este plan no llegó a materializarse.
La primera edición de la obra fue llevada a cabo por el Bureau des Arts et d'Industrie o Kunst- und Industrie-Comptoir en agosto de 1808 en Viena. De igual manera se había vendido a Muzio Clementi para su distribución en Londres, pero desgraciadamente el ejemplar nunca llegó a su destino.
El estreno público se celebró el 22 de diciembre de 1808 en el Theater an der Wien de Viena, en el cual se había estropeado la calefacción. Consistió en un concierto "maratón" de cuatro horas con música exclusivamente de Beethoven y que fue dirigido por el propio compositor. El programa del concierto de estreno fue el siguiente:
1. La Sinfonía n.º 6, Op. 68
2. El aria "Ah perfido!" Op. 65
3. El Gloria de la Misa en do mayor, Op. 86
4. El Concierto para piano n.º 4, Op. 58 (tocado por el propio Beethoven)
5. (pausa)
6. La Sinfonía n.º 5, Op. 67
7. El Sanctus y el Benedictus de la misma misa
8. Una improvisación para piano solo tocada por Beethoven
9. La Fantasía coral, Op. 80

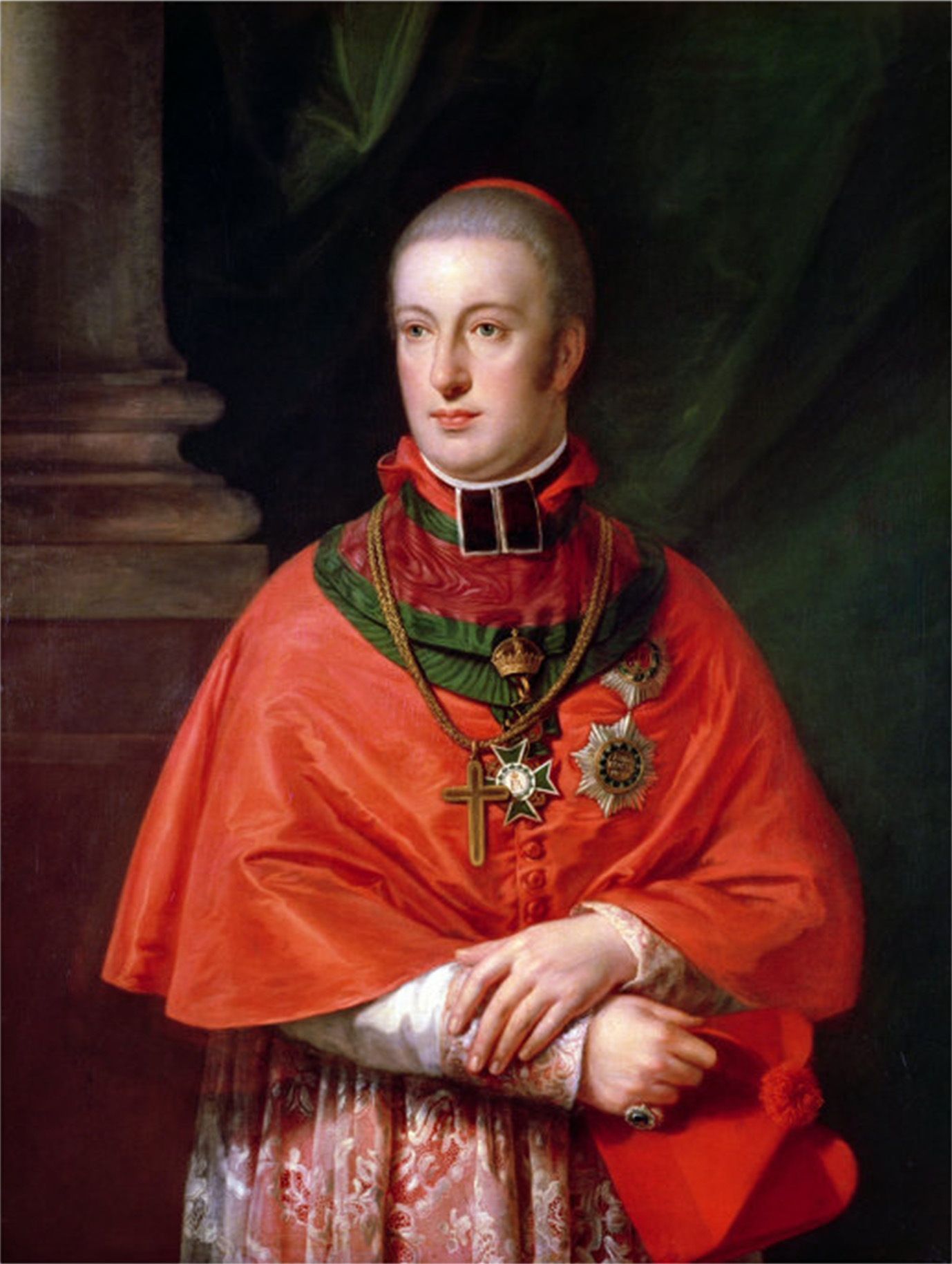
Archiduque Rodolfo, dedicatario de la pieza.

Esta fue la última aparición pública de Beethoven como solista con orquesta. El compositor sintió que tenía que hacer algo innovador. Su alumno Carl Czerny relata que el maestro tocó el concierto de forma muy caprichosa en aquella ocasión, añadiendo muchas más notas de las que estaban impresas. Tales notas adicionales se conservan, aunque de forma incompleta, en una copia manuscrita de la obra. Barry Cooper ha hecho una reconstrucción de las mismas que probablemente sea muy parecida a la que tocó Beethoven.
La dedicatoria que figura en la partitura impresa es para el archiduque Rodolfo de Austria, que era el hermano pequeño del emperador Francisco I de Austria. Rodolfo era su amigo, su alumno y su mecenas más importante además de un consumado pianista. Nadie recibió más dedicatorias por parte del maestro alemán que Rodolfo, a quien le dedicó la Sonata para piano "Les adieux", la Sonata Hammerklavier, los Conciertos para piano n.º 4 y n.º 5, el Trío Archiduque y la Missa Solemnis.

## Instrumentación
La partitura está escrita para piano solista y una orquesta formada por:
- Viento madera: 1 flauta, 2 oboes, 2 clarinetes, 2 fagotes.
- Viento metal: 2 trompas, 2 trompetas.
- Percusión: timbales.
- Cuerda: una sección de cuerdas con violines I y II, violas, violonchelos y contrabajos.

Las trompetas y timbales solo intervienen en el tercer movimiento.

## Estructura y análisis
El concierto consta de tres movimientos:
- I. Allegro moderato, en sol mayor 4
4
- II. Andante con moto, en mi menor 2
4
- III. Rondo. Vivace, en sol mayor 2
4

La interpretación de esta obra dura aproximadamente 33 minutos. 

### I.Allegro moderato
El primer movimiento, Allegro moderato, está escrito en la tonalidad de sol mayor, en compás de 4/4 y sigue la forma sonata. La naturaleza revolucionaria y evolutiva de esta pieza empieza desde el primer momento. El piano solista inicia el movimiento tocando sin acompañamiento acordes simples en la tónica antes de modular a la dominante. Ningún concierto anterior, ni de Beethoven ni de ningún otro compositor, había arrancado como lo hace este con el instrumento solista sin la orquesta y además tocando a la vez dolce y suavemente. Cabe señalar que en el Concierto para piano n.º 9 "Jeunehomme", K. 271 de Mozart el solista interrumpía sorpresivamente a la orquesta en el segundo compás. Pero lo habitual en un concerto de estas características era una introducción orquestal antes de que el solista hiciera su entrada. El resto del movimiento sigue la forma estándar de un primer movimiento, pero el comienzo es indicativo de la relación inusualmente estrecha entre solista y orquesta. El tema principal y el ritmo de todo el movimiento se presenta en cinco dulces y suaves compases solistas que terminan en un acorde de la dominante, re mayor. La orquesta responde en si mayor antes de modular a la tónica. Esto genera un cambio a un acorde de tercera que se revela en sí como un motivo del movimiento. No hay nada de la vehemencia característica de Beethoven, ni siquiera en un crescendo a forte con puntuación de sforzando en los compases 20-22, aunque compuso el Concierto n.º 4 y la Sonata Appassionata simultáneamente, mientras la Sinfonía n.º 5 se incubaba en su otra conciencia.

### II.Andante con moto
El segundo movimiento, Andante con moto, está en mi menor y en compás de 2/4. El movimiento lento es aún más revolucionario, a pesar de su brevedad de sólo 72 compases y de su deuda con el movimiento medio, Romanza, del Concierto en re menor K. 466 de Mozart, que Beethoven interpretó en público con un éxito extraordinario. Sin embargo, en su propio concierto la yuxtaposición de furiosos estallidos de la orquesta mediante unas implacables cuerdas que suenan al unísono forte y staccato, con la conciliadora respuesta legato en suaves acordes del piano con el pedal "suave" pisado todo el tiempo, no tenía precedentes. Se trata de la primera vez que Beethoven indicaba el uso del pedal suave. El piano tocando casi siempre ad una corda acentúa el carácter soñador de sus respuestas. Una confrontación tan palpable no era la norma en los conciertos, como tampoco lo fue la claudicación final de la orquesta. Poco a poco la cólera de la orquesta se aplaca y el movimiento se clausura pacíficamente. Su tranquilo final en mi menor se enlaza sin pausa con los acordes de do mayor que inician el Finale. Algunos autores han sugerido que se trata de una representación de Orfeo, ilustrado por el piano, domando a las fieras o a las Furias, retratadas por las cuerdas al unísono, pero la música no es tan específica. Representa cualquier situación en la que la ira se aplaca gradualmente mediante respuestas plácidas. Aunque se atribuyó erróneamente a Franz Liszt, el primero en conectar el Concierto n.º 4 con Orfeo fue el teórico alemán Adolf Bernhard Marx en su biografía de Beethoven de 1859.

### III.Rondo. Vivace
El tercer y último movimiento, Rondo. Vivace, retoma la tonalidad inicial, el compás es 2/4 y responde a una típica forma rondó. El Finale empieza sin pausa tras el Andante. Se oyen por primera vez trompetas y percusión, como si celebrasen la victoria del piano sobre la orquesta en el movimiento anterior. En realidad comienza fuera de tono, en do mayor, para adaptarse a las trompetas y percusión, pero se abre camino de forma convincente hasta la tonalidad de origen antes del cierre, pasando por varias otras en el camino. El tema del rondó es muy rítmico, diferente en carácter del tema del movimiento inicial, más en tono de diálogo y calmado. La coda, con la indicación Presto, es tan centelleante como ninguna otra música que Beethoven hubiera escrito jamás.

### Cadenzas
Este concierto cuenta con dos cadenzas, hacia el final del primer movimiento y hacia el final del último movimiento. Numerosos compositores e intérpretes han escrito sus propias cadencias para este concierto, como el propio Beethoven, Eugen d'Albert, Hans von Bülow, Ferruccio Busoni, Samuil Feinberg, Leopold Godowsky, Wilhelm Kempff, Nikolai Medtner, Ignaz Moscheles, Anton Rubinstein, Johannes Brahms, Clara Schumann, Camille Saint-Saëns, o Glenn Gould.

## Recepción de la obra
Un comentario en el Allgemeine musikalische Zeitung de mayo de 1809 dice que «[este concierto] es el más admirable, singular, artístico y complejo concierto que Beethoven haya escrito». Empero, después de su estreno la obra fue olvidada hasta 1836, cuando fue reflotada por Félix Mendelssohn.
Emil Ludwig, el más importante biógrafo de Beethoven, lo considera también el «concierto para instrumento solista más perfecto jamás compuesto».
Los pianistas solistas y su público tardaron más en aceptar este cuarto que los demás conciertos de Beethoven. Por su parte, a Felix Mendelssohn le encantaba, y lo interpretó en su último concierto en Londres en 1846. El programa también incluía su propia música para El sueño de una noche de verano y la Sinfonía escocesa.

## Influencia y legado
La innovación de arrancar el primer movimiento de un concerto con el solista sin orquesta es un recurso que más tarde aplicaron algunos compositores. Los ejemplos no son muchos y la mayoría pertenecen al siglo XX: el Concierto para piano n.º 2 de Rajmáninov, el n.º 2 de Prokófiev, el n.º 2 de Wuorinen y también conciertos para piano de Schoenberg, Barber y Carter. En cuanto a conciertos para otros instrumentos solistas figuran el Concierto para violín n.º 1 de Bartók y el Concierto para violonchelo n.º 2 de Shostakóvich.